# ژلونا (گمینا گرودک)

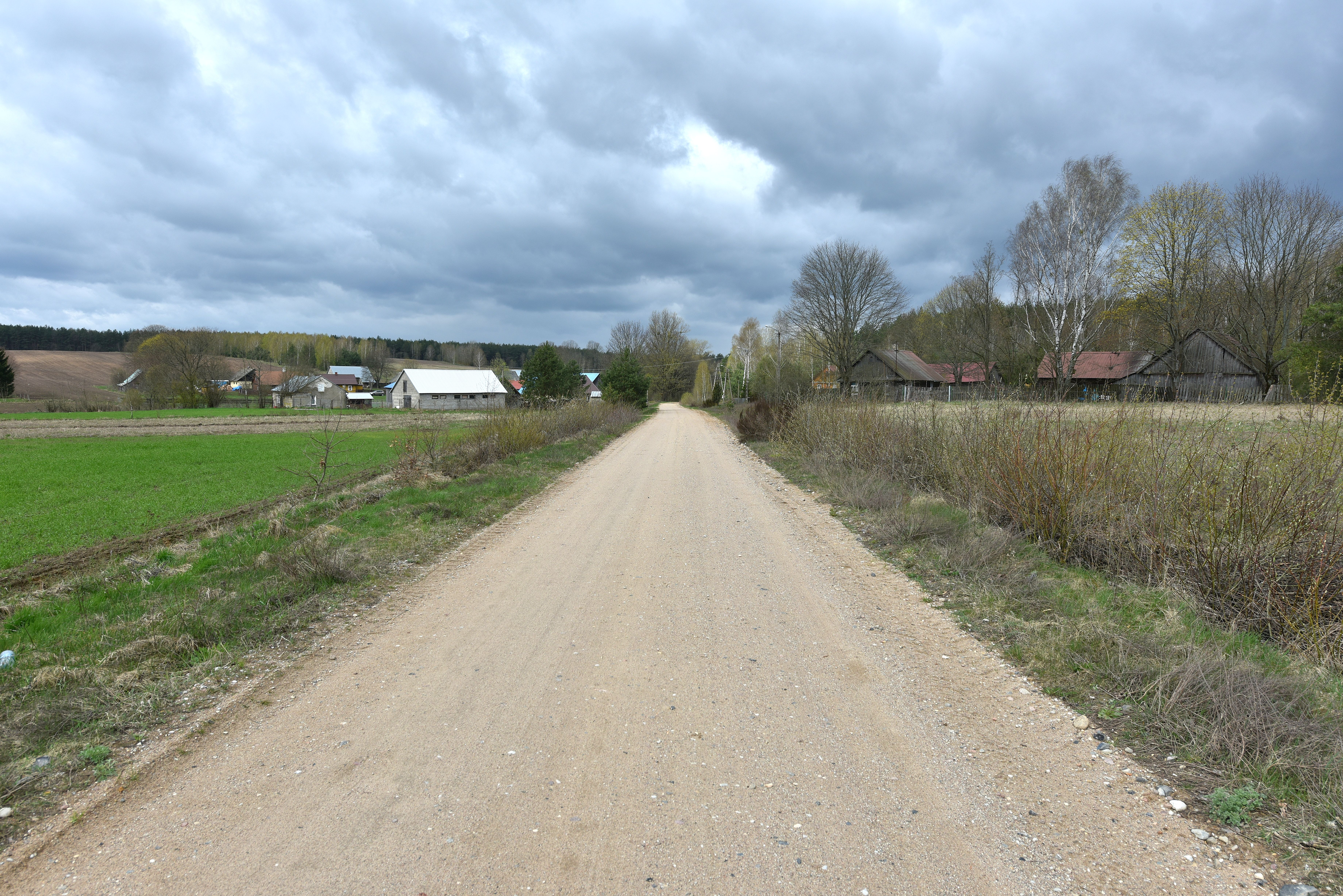
روستای ژلونا در کشور لهستان

ژلونا (به لهستانی:  Zielona) یک روستا در لهستان است که در گمینا گرودک واقع شده‌است.